# Ville d'innovation de Kigali
 (avril 2024).
La mise en forme du texte ne suit pas les recommandations de Wikipédia : il faut le « wikifier ».
Les points d'amélioration suivants sont les cas les plus fréquents. Le détail des points à revoir est peut-être précisé sur la page de discussion.
- Les titres sont pré-formatés par le logiciel. Ils ne sont ni en capitales, ni en gras.
- Le texte ne doit pas être écrit en capitales (les noms de famille non plus), ni en gras, ni en italique, ni en « petit »…
- Le gras n'est utilisé que pour surligner le titre de l'article dans l'introduction, une seule fois.
- L'italique est rarement utilisé : mots en langue étrangère, titres d'œuvres, noms de bateaux, etc.
- Les citations ne sont pas en italique mais en corps de texte normal. Elles sont entourées par des guillemets français : « et ».
- Les listes à puces sont à éviter, des paragraphes rédigés étant largement préférés. Les tableaux sont à réserver à la présentation de données structurées (résultats, etc.).
- Les appels de note de bas de page (petits chiffres en exposant, introduits par l'outil «  Source ») sont à placer entre la fin de phrase et le point final[comme ça].
- Les liens internes (vers d'autres articles de Wikipédia) sont à choisir avec parcimonie. Créez des liens vers des articles approfondissant le sujet. Les termes génériques sans rapport avec le sujet sont à éviter, ainsi que les répétitions de liens vers un même terme.
- Les liens externes sont à placer uniquement dans une section « Liens externes », à la fin de l'article. Ces liens sont à choisir avec parcimonie suivant les règles définies. Si un lien sert de source à l'article, son insertion dans le texte est à faire par les notes de bas de page.
- La présentation des références doit suivre les conventions bibliographiques. Il est recommandé d'utiliser les modèles {{Ouvrage}}, {{Chapitre}}, {{Article}}, {{Lien web}} et/ou {{Bibliographie}}. Le mode d'édition visuel peut mettre en forme automatiquement les références.
- Insérer une infobox (cadre d'informations à droite) n'est pas obligatoire pour parachever la mise en page.

Pour une aide détaillée, merci de consulter Aide:Wikification.
Si vous pensez que ces points ont été résolus, vous pouvez retirer ce bandeau et améliorer la mise en forme d'un autre article.
 (avril 2024).
Kigali Innovation City (KIC) est une ville en cours de création  à Kigali, au Rwanda. Elle doit être une ville d'innovation à usage mixte et planifiée, située sur 60 hectares de terrain à Kigali.
KIC a pour objectif de chercher à faciliter le développement des talents panafricains et à agir comme un pôle d’innovation technologique. Son plan comprend quatre universités, des espaces de bureaux, des incubateurs de start-up, ainsi que des installations de soutien pour la vente au détail, l'hôtellerie et l'hébergement. Kigali Innovation City est un pôle technologique en pleine croissance qui abrite la CMU  Afrique, de grandes entreprises et des entreprises technologiques. Son objectif est de stimuler la croissance économique du Rwanda, grâce à la transformation numérique.
Le gouvernement du Rwanda espère d'attirer des universités nationales et étrangères, des entreprises technologiques et des sociétés de biotechnologie, posséder des biens immobiliers commerciaux et de détail,,.
Il est destiné à être construit sur 70 hectares de terrain, dans la zone économique spéciale du district de Gasabo,.
Kigali Innovation City fait partie du programme de Vision 2020 du gouvernement du Rwanda et d'un partenariat public-privé entre le gouvernement et Africa50,. Africa50, une plateforme d'investissement dans les infrastructures fondée par la Banque africaine de développement (BAD) et les États africains, est un co-sponsor et partenaire qui aidera à développer et à financer le projet .
Kigali Innovation City est comparée au projet Konza Technopole au Kenya, annoncé en 2008,,, et à un cluster technologique du Ghana, annoncé en 2013,.

## Voir également
- Konza Technopolis

### Traduction
- (en) Cet article est partiellement ou en totalité issu de l’article de Wikipédia en anglais intitulé « Kigali Innovation City » (voir la liste des auteurs).